# Slovo na pět
Slovo na pět (A Four Letter Word, tj. Slovo na čtyři) je americký hraný film z roku 2007, který režíroval Casper Andreas podle vlastního scénáře. Film sleduje osudy několika různých osob v New Yorku.

## Děj
V sexshopu pracují Luke a Zeke, každý z naprosto odlišných důvodů. Zatímco Zeke je intelektuál a gay aktivista, Luke nebere vážně nic a udržuje vztahy na jednu noc. Když ho jednoho večera Stephen, kterého potká v gay baru, označí za gay klišé, urazí se, ale začne o svém životě přemýšlet. Se Stephenem nicméně naváže vztah. Stephen bydlí ve velkém bytě a jeho koníčkem je malování. Dalšími postavami jsou neurotický Peter a atraktivní Derek, kteří se sestěhují do společného bytu. Poslední postavou je alkoholička Marilyn posedlá svatbou.

## Obsazení
| Jesse Archer            | Luke                 |
| Paul Haje               | vyhazovač v baru     |
| Charlie David           | Stephen              |
| Cory W. Grant           | Zeke                 |
| Steven M. Goldsmith     | Peter                |
| J.R. Rolley             | Derek                |
| Virginia Bryan          | Marilyn              |
| Jeremy Gender           | Mace                 |
| Allison Lane            | Trisha               |
| Aaron Star              | instruktor jógy      |
| Jonathan Baird          | nespokojený zákazník |
| John Kaisner            | Bart                 |
| William Hernandez       | Silvio               |
| Margret R.R. Echeverria | Audrey               |